# S/2004 S 6
S/2004 S 6 je začasna oznaka za domnevni Saturnov naravni satelit, ki so ga odkrili leta 2004. Njegov obstoj še ni potrjen. Nahaja se v bližini obroča F. Ni še jasno, če je to samo skupek prašnih delcev ali vsebuje tudi trdno jedro.

## Odkritje
Najprej so luno opazili na posnetkih, ki jih je naredila sonda Cassini-Huygens 28. oktobra leta 2004. Odkritje je bilo objavljeno 8. novembra istega leta . Čeprav so ga na posnetkih še petkrat opazili, ni jasno ali vsebuje trdno jedro.

## Tirnica
Luno S/2004 S 6 so opazili zunaj in znotraj obroča F. To pomeni, da mora prečkati obroč. Predpostavlja se tudi, da je spiralasta struktura obroča posledica prehajanja lune v obroč in iz njega . Zaradi tega bi ga lahko smatrali za pastirski satelit.

## Lastnosti
Prašni  oblak okoli jedra (če obstoja) je precej velik. Obsega okoli 2000 km v vzdolžni smeri. Jedro ima od 3 do 5 km v premeru.